# Ernest Constans

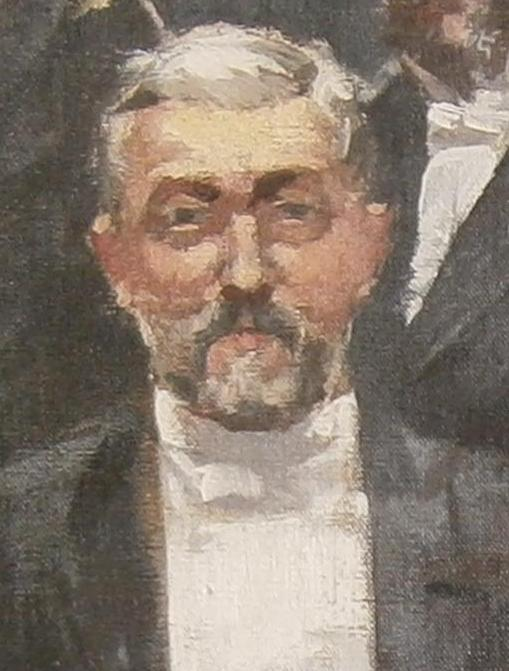
Ernest Constans

Jean Antoine Ernest Constans, född 3 maj 1833, död 7 april 1913, var en fransk politiker, advokat och juristprofessor.
Constans blev deputerad 1876, och anslöt sig i nationalförsamlingen till centern. Han var fransk inrikesminister 1880-1881 och 1889-1892. Constans var en av Georges Boulangers mest bestämda motståndare och sammankallade senaten att konstitueras till riksrätt för att döma Boulanger. Samtidigt upplöste han "patriotligan". Constans valdes 1889 till senator och var 1898-1909 fransk ambassadör i Konstantinopel.